# ماكس كولر
ماكس كولر هو رسام سويسري، ولد في 6 أكتوبر 1919 في سولوتورن في سويسرا، وتوفي في 1 أبريل 2001 في زيورخ في سويسرا.